# UFC Fight Night 139
UFC Fight Night: Корейский зомби против Родригес (также известный как UFC Fight Night 139) - турнир по смешанным единоборствам, организованный Ultimate Fighting Championship, который состоялся 10 ноября 2018 года в Pepsi Center в Денвере, штат Колорадо, США
В главном бою вечера Яир Родригез нокаутировал Корейского зомби в конце пятого раунда
В Со-Главном бою вечера Дональд Серроне задушил Майка Перри в первом раунде

## Предыстория
UFC отпраздновал свое 25-летие на этом мероприятии, учитывая, что его первое мероприятие состоялось 12 ноября 1993 года в Денвере на ныне снесенной спортивной арене McNichols. Официальные лица UFC решили вернуться к тематике мероприятия, используя оригинальный логотип UFC, а телевизионная графика, не связанная с Fox, была основана на оригинальной трансляции с оплатой за просмотр.
Ожидалось, что хедлайнером мероприятия станет поединок в полулегком весе между бывшим чемпионом UFC в легком весе Фрэнки Эдгаром и бывшим претендентом на титул чемпиона UFC в полулегком весе Чан Сон Чжуном. Однако 26 октября стало известно, что Эдгар выбыл из-за травмы и был заменен победителем The Ultimate Fighter в полулегком весе из Латинской Америки Яиром Родригесом.

## Результаты
| Бой | Категория               | Участники и результаты боя | Участники и результаты боя | Участники и результаты боя | Способ                                        | Раунд | Время | Примечание         |
| --- | ----------------------- | -------------------------- | -------------------------- | -------------------------- | --------------------------------------------- | ----- | ----- | ------------------ |
| 12  | Полулегкий вес          | #15 Яир Родригез           | поб.                       | #10 Корейский Зомби        | Нокаут (удар локтем)                          | 5     | 4:59  | Лучший бой вечера  |
| 11  | Полусредний вес         | #12 Дональд Серроне        | поб.                       | Майк Перри                 | Сабмишном (рычаг локтя)                       | 1     | 4:46  | Выступление вечера |
| 10  | Женский легчайший вес   | #5 Жермейн де Рандами      | поб.                       | #4 Ракель Пеннингтон       | Единогласное решение (30-27, 30-27, 30-27)    | 3     | 5:00  |                    |
| 9   | Легкий вес              | Бенеил Дариуш              | поб.                       | Тиаго Мойзес               | Единогласное решение (30-25, 30-26, 30-26)    | 3     | 5:00  |                    |
| 8   | Женский минимальный вес | Мейси Барбер               | поб.                       | Ханна Сайферс              | Техническим нокаутом (удары локтями и руками) | 2     | 2:01  |                    |
| 7   | Легкий вес              | Майкл Тризано              | поб.                       | Луис Пенья                 | Раздельное решение (28–29, 29–28, 30–27)      | 3     | 5:00  |                    |
| 6   | Женский минимальный вес | Эшли Йодер                 | поб.                       | Аманда Бобби Купер         | Раздельное решение (29–28, 27–30, 29–28)      | 3     | 5:00  |                    |
| 5   | Полулегкий вес          | Бобби Моффетт              | поб.                       | Чес Скелли                 | Признан не состоявшимся *                     | 2     | 2:43  |                    |
| 4   | Легкий вес              | Дави Рамос                 | поб.                       | Джон Гантер                | Сабмишном (удушение сзади)                    | 1     | 1:57  |                    |
| 3   | Легкий вес              | Девонта Смит               | поб.                       | Джулиан Эроса              | Нокаутом (удары)                              | 1     | 0:46  |                    |
| 2   | Найлегчайший вес        | Эрик Шелтон                | поб.                       | Джозеф Моралес             | Раздельное решение (29–28, 27–30, 30–27)      | 3     | 5:00  |                    |
| 1   | Легчайший вес           | Марк Де Ла Роса            | поб.                       | Джоби Санчес               | Раздельное решение (29–28, 28–29, 30–27)      | 3     | 5:00  |                    |

- Первоначально победа Моффетта техническим подачей (брабо удушающим); отменена после того, как Скелли обжаловал поражение из-за спорного решения судьи.
- Выступление вечера: Яир Родригез и Дональд Серроне
- Бой вечера: Корейский Зомби vs. Яир Родригез